# Bataille de Richmond
Guerre de Sécession
Batailles
Campagne de Vicksburg
- Grand Gulf
- Snyder's Bluff
- Port Gibson
- Raymond
- Jackson
- Champion Hill
- Big Black River Bridge
- Milliken's Bend
- Young's Point
- Lake Providence
- Richmond
- Goodrich's Landing
- Helena
- Vicksburg
- Expédition de Jackson

La bataille de Richmond se déroula entre le 29 août et le 30 août 1862, près de Richmond (Kentucky), durant la guerre de Sécession. À l'issue des combats, les troupes du major général confédéré Edmund Kirby Smith l'emportent sur celles du major général unioniste William « Bull » Nelson qui défendaient la ville, dans l'une des plus importantes victoires confédérées de l'histoire de la guerre civile. Il s'agit d'une des premières batailles d'importance de la campagne du Kentucky, offensive déclenchée par les forces sécessionnistes. 

## Contexte
À l'automne 1862, deux armées confédérées entrent au Kentucky par des parcours distincts dans l'espoir d'installer au pouvoir le gouvernement confédéré du Kentucky, soit le gouvernement fantôme des forces sécessionnistes, de menacer les villes de l'Union situées le long de la rivière Ohio et de recruter des hommes pour rejoindre les troupes confédérées . Le premier à agir est le major général Smith, qui part de Knoxville (Tennessee) le 13 août 1862, à la tête de l'armée confédérée du Kentucky. Le 27 août, il est suivi par l'armée sécessionniste du Mississippi, dirigée par le général Braxton Bragg, qui part quant à elle de Chattanooga (Tennessee) en suivant un chemin plus ou moins parallèle à celui de la première armée.

## Forces en présence

### Union

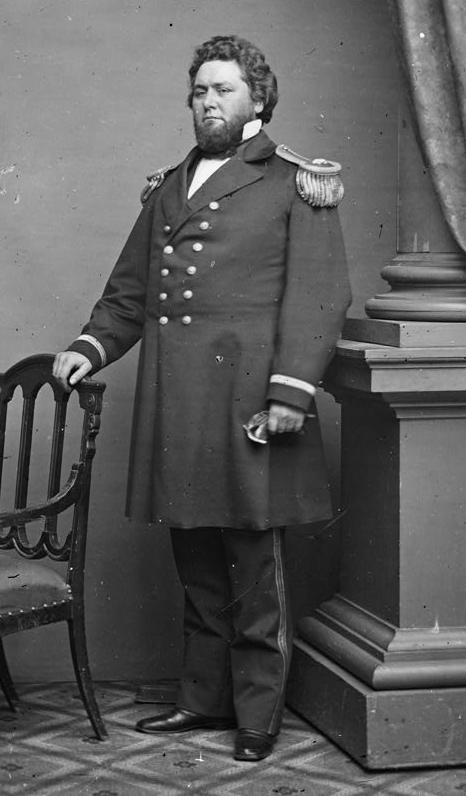
Major général William Bull Nelson
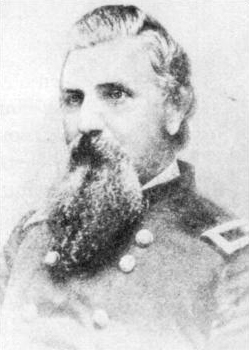
Brigadier général Mahlon D. Manson
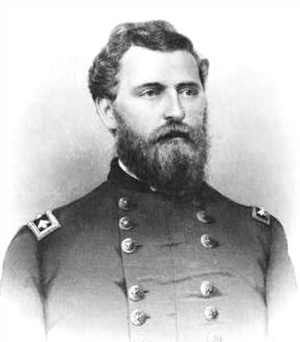
Brigadier général Charles Cruft
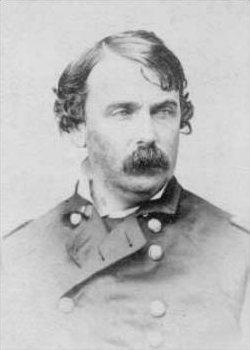
Brigadier général James S. Jackson

### Confédération

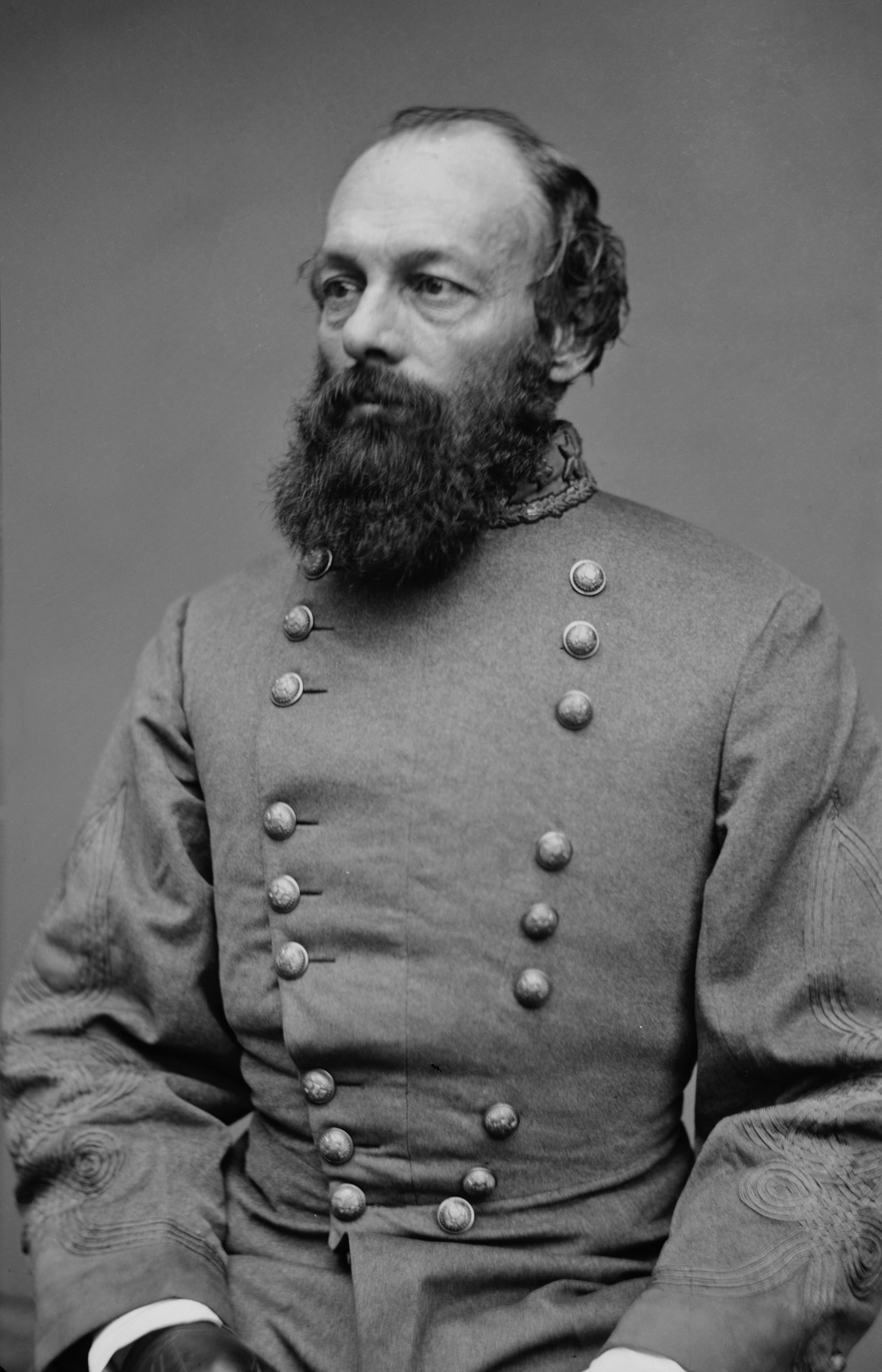
Major général Edmund K. Smith
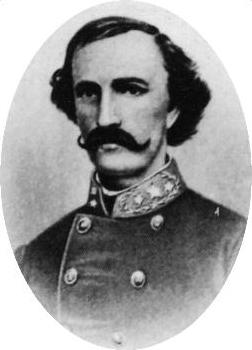
Brigadier général Thomas J. Churchill
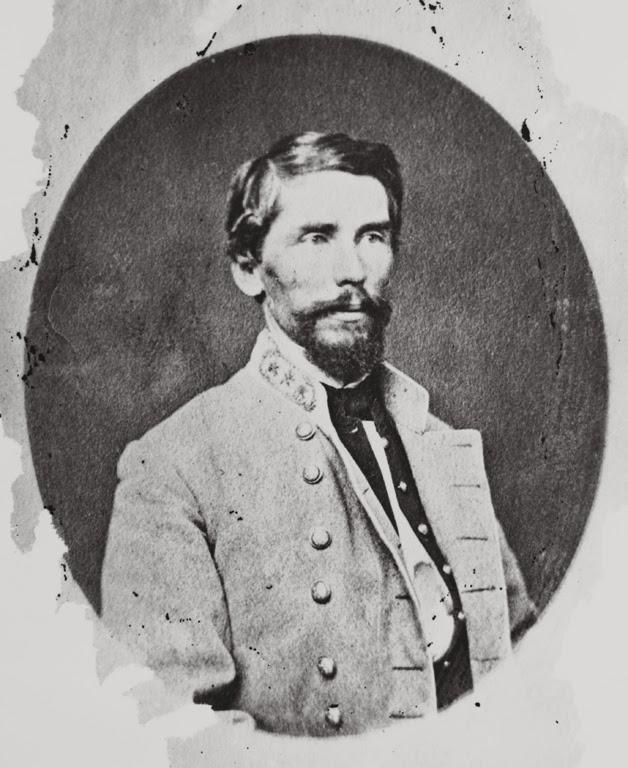
Brigadier général Patrick Cleburne
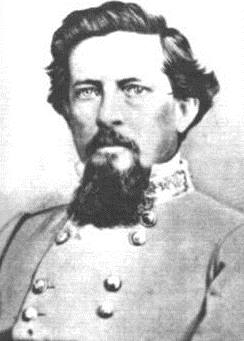
Colonel Preston Smith

## Bataille

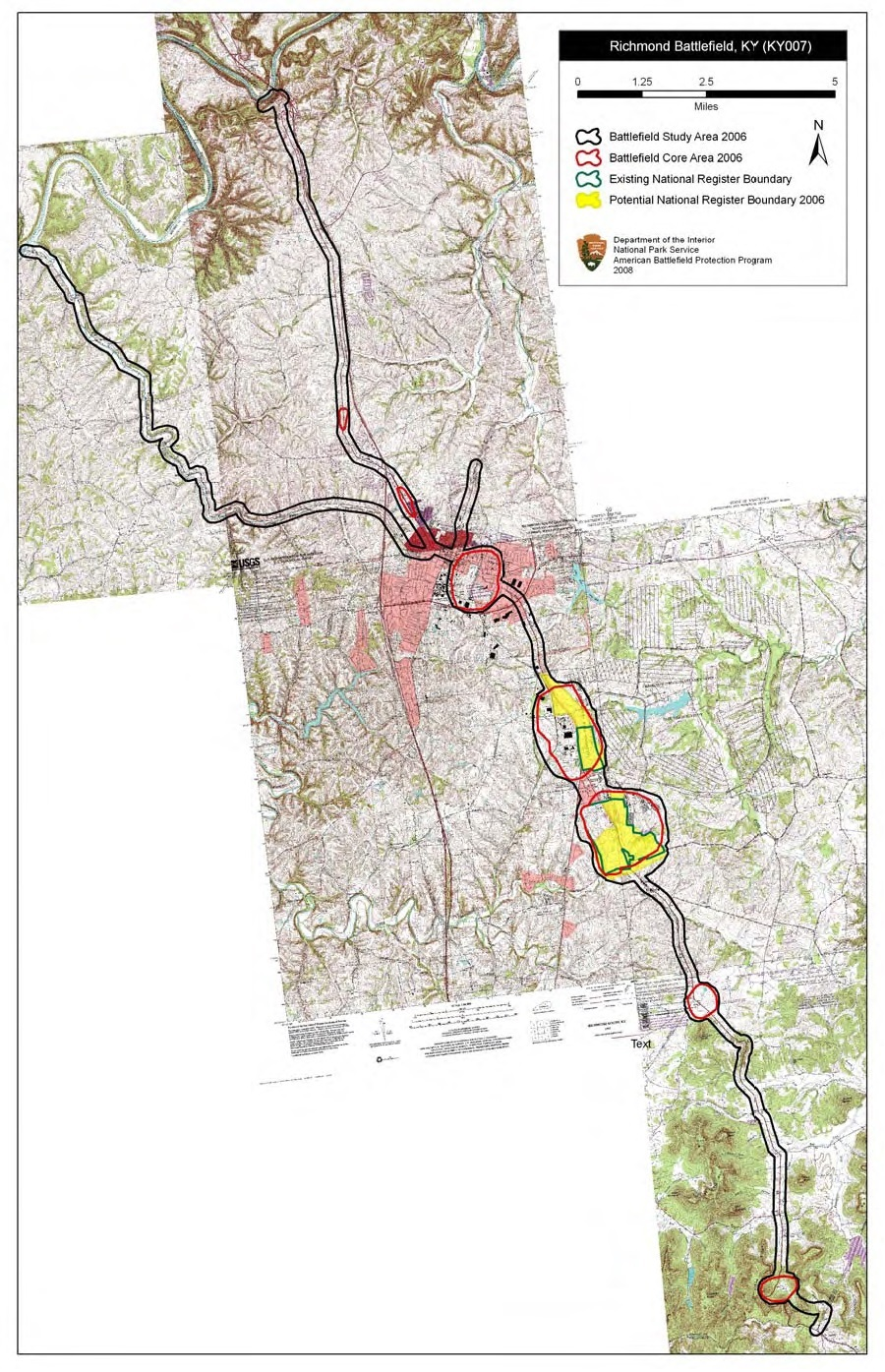
Carte du champ de bataille réalisée en 2008 par l'American Battlefield Protection Program, incluant en rouge (« core area ») les zones où les combats les plus importants ont eu lieu

Le brigadier général confédéré Patrick Cleburne dirige l'avancée des troupes de Smith, appuyé par la cavalerie du colonel John S. Scott. La cavalerie confédérée rencontre des soldats unionistes au nord de Big Hill, sur la route de Richmond, et débute une escarmouche. Passé midi, l'artillerie et l'infanterie nordistes rejoignent la bataille, et forcent la cavalerie confédérée à se retirer vers Big Hill.
Le brigadier général Mahlon D. Manson, à la tête des troupes unionistes présentes dans la zone, ordonne à une brigade de marcher vers la communauté de Rogersville, en direction des rebelles. Les combats prennent fin pour la journée après une brève escarmouche entre les troupes de l'Union et les hommes de Cleburne, en fin d'après-midi. Durant la soirée, Manson informe son supérieur, « Bull » Nelson, sur la situation en cours, et ordonne à une autre brigade de se tenir prête à avancer en support dès que nécessaire. Manson déploie ses quatre régiments au sud de l'église Mount Zion et leur demande de se préparer pour lancer l'assaut.
Smith donne l'ordre à Cleburne d'attaquer dans la matinée en lui promettant de dépêcher en renfort la division du brigadier général Thomas J. Churchill. Tôt le matin, Cleburne fait avancer ses troupes vers le nord, traverse la communauté de Kingston, disperse l'infanterie légère unioniste et s'approche de l'armée de Manson proche de l'église Mount Zion. Les rangs des deux armées s'étoffent au fil de la journée puis, après un duel d'artillerie, la véritable bataille commence. Manson renforce le flanc gauche de l'armée de l'Union, qu'il croit être en train de faiblir, mais les troupes de Churchill, qui ont avancé cachées par un relief, surgissent sur sa droite. À l'issue d'un assaut confédéré concerté sur le flanc droit de l'Union, les troupes du Nord doivent s'incliner et entament une retraite vers leur bivouac de Rogersville, où elles tentent à nouveau de se défendre, sans grande réussite.
Smith et Nelson sont alors arrivés sur place et prennent le commandement de leur armée respective. Nelson tente de rassembler des soldats du Nord au cimetière situé à l'extérieur de Richmond, mais les troupes sont mises en déroute.

## Conséquences
Nelson s'échappe avec un certain nombre de ses hommes, mais plus de 4 300 soldats de l'Union sont capturés à la bataille. Un total de 206 personnes sont tuées, 844 blessées et 4 303 sont capturées ou disparues dans le camp du Nord, tandis que dans le camp sécessionniste 78 personnes sont tuées, 372 blessées et une personne est considérée disparue. La route vers le nord se trouve dès lors ouverte pour les troupes sécessionnistes, en direction de Lexington et de Frankfort.
L'historien américain Shelby Foote considère que le major général Smith « a accompli au Kentucky le plus proche équivalent possible d'une victoire à la bataille de Cannes jamais réussi par aucun général, du Nord ou du Sud, au cours de l'ensemble du conflit ».

## Source
- (en) Cet article est partiellement ou en totalité issu de l’article de Wikipédia en anglais intitulé « Battle of Richmond » (voir la liste des auteurs).